# Силикоз
Силико́з — наиболее распространённый и тяжело протекающий вид пневмокониоза, профессиональное заболевание лёгких, возникающее при вдыхании достаточно большого количества (дозы) производственной пыли, содержащей свободный диоксид кремния. Характеризуется диффузным разрастанием в лёгких соединительной ткани и образованием характерных узелков, может прогрессировать даже после перевода больного на не опасную по пыли работу. Эта инородная ткань снижает способность лёгких перерабатывать кислород, что впоследствии приводит к удушью. Силикоз вызывает риск заболеваний туберкулёзом, бронхитом и эмфиземой лёгких. Силикоз является необратимым и неизлечимым заболеванием, а воздействие кварца может способствовать развитию рака лёгкого. Силикоз относится к профессиональным заболеваниям из-за чёткой связи между развитием патологии и условиями труда конкретного человека.
Это респираторное заболевание открыл в 1705 Бернардино Рамадзини (итал. Bernardino Ramazzini), который заметил присутствие песка в лёгких каменотёсов. Название силикоз (silicosis, от лат. silex кремень) присвоено Висконти (Visconti) в 1870.
Болезнь чаще наблюдается у работников горнорудной, машиностроительной промышленности и других производств, где происходит загрязнение воздуха рабочей зоны пылью диоксида кремния.
Это хроническое заболевание, тяжесть и темп развития которого могут быть различными и находятся в прямой зависимости как от агрессивности вдыхаемой пыли (концентрация пыли, количество свободного диоксида кремния в ней, дисперсность и т. д.), так и от длительности воздействия пылевого фактора и индивидуальных особенностей организма.
Содержание диоксида кремния в кварцевом песке 80—90 %, при этом частицы 5—10 микрон очень долго держатся в воздухе. Воздействию этих частиц подвержены не только пескоструйщики, но и все, кто находится в зоне проведения абразивоструйных работ. Для борьбы с пылью место работы опрыскивается водой, устанавливаются воздушные фильтры, используются воздушные души, и как самое последнее и самое ненадёжное средство — применяются респираторы. Для эффективного контроля за загрязнённостью воздуха и оперативного реагирования на её изменение всё более широкое распространение получают персональные пылемеры, работающие в реальном масштабе времени (PDM).

## Виды силикоза
- Хронический силикоз - наиболее распространенная форма легочного силикоза, чаще всего развивающаяся как профессиональное заболевание шахтеров, десятки лет работающих с частицами кварца.
- Острый силикоз, или острый силикопротеиноз - характеризуется чрезмерным воздействием кварцевой пыли на человека, чаще всего в течение нескольких месяцев. Дифференцируется от легочного альвеолярного протеиноза составом выделяемого субстрата и от других видов силикоза интенсивностью поражения за короткий промежуток времени.
- Конгломератный силикоз, или прогрессирующий фиброз, - это запущенная стадия силикоза, при котором в верхней части легких образуется отягощенный фиброз. В некоторых случаях это может полностью воспрепятствовать акту дыхания и привести к смерти из-за гипоксии.

## Симптомы
Заболевание развивается незаметно, как правило, после продолжительной работы в условиях воздействия пыли. В начальных стадиях болезни больной ощущает нехватку воздуха, особенно при физической нагрузке, боль в груди неопределённого характера, редкий сухой кашель. Если больной обратился к врачу даже в начальных стадиях заболевания, при тщательном обследовании можно определить ранние симптомы повышения воздушности лёгочной ткани (симптомы развивающейся эмфиземы). При выраженных формах заболевания одышка беспокоит даже в покое, боль в груди усиливается, появляется чувство давления в грудной клетке, кашель становится постоянным и сопровождается выделением мокроты. Силикоз нередко сопровождается хроническим бронхитом.
Симптомы:
- одышка,

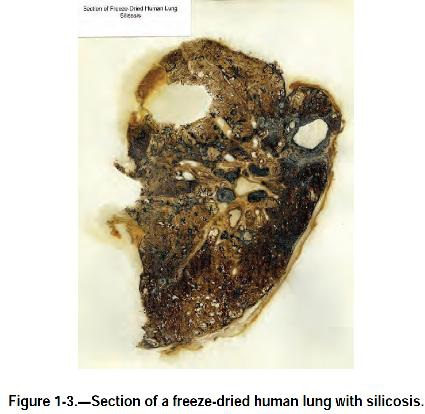
Лучшие способы снижения запылённости на угольных шахтах США. Фиг. 1.3 Часть лиофилизированного лёгкого человека, болевшего силикозом

- сухой кашель (при этом в легких слышны характерные для бронхита хрипы)
- боли в области груди
- дыхательная недостаточность
- тахикардия (компенсаторный механизм сердца, связанный с системной гипоксией ввиду нарушения функции легких)
- сердечная недостаточность

Признаки интоксикации отсутствуют, что используется в дифференциальной диагностике с саркоидозом (так как при нем будет субфебрильная температура, которой не будет при силикозе).
Курение ускоряет развитие болезни. Силикоз и курение в совокупности дают отрицательный прогноз из-за повышения вероятности и скорости развития сопутствующего туберкулёза среди курящих пациентов с силикозом.

## Диагностика
Пневмокониоз чаще всего диагностируется при непосредственном опросе пациента, выяснении времени появления симптомов, аускультации. Силикоз дифференцируется выяснением профессиональной деятельности пациента и уровнем воздействия на него диоксида кремния. Окончательный диагноз выставляется при помощи анализа мокроты, бронхоскопии, функционального тестирования (к примеру, спирометрии), так как у пациентов с силикозом скорее всего будет наблюдаться понижение ЖЕЛ.
Важнейшим методом выявления силикоза была и остаётся флюорография лёгких. Однако факты свидетельствуют о том, что и не очень совершенная флюорография лёгких в 1960-х, и более современная в 2000-х, не всегда способна выявить заболевание на начальных стадиях (когда существуют наилучшие условия для сохранения жизни, здоровья и трудоспособности человека). Вскрытие 29 шахтёров, погибших во время аварии, и сравнение их органов дыхания с органами дыхания случайно погибших людей (не подвергавшихся воздействию пыли в шахте) показало, что при успешном прохождении медобследования (включая флюорографию) у сотрудника могли иметься изменения в лёгких, однозначно свидетельствующие о пневмокониозе. Авторы предложили дополнительные методы диагностики начальных стадий заболевания. Аналогично, вскрытие 10 случайно погибших шахтёров молибденового рудника, подвергавшихся воздействию пыли с содержанием кварца 88% в течение 3-5 лет, показало:

Выводы. ... 3. Гистологическим исследованием лёгких рабочих, умерших от случайных причин и считавшихся при жизни практически здоровыми, обнаружены изменения, характерные для силикоза.— 
Это согласуется со случаем, описанным в: выявление круглого образования при периодическом медосмотре у горнорабочего с 24-летним стажем было расценено как рак лёгкого. Анализ тканей, удалённых при операции показал, что это хондроматозная гамартома и отложение угольной пыли. Углублённое обследование выявило очаговый пневмокониоз.
По данным анализ лёгочной ткани у 50 погибших горнорабочих выявил начальные стадии заболевания у всех из них; причём минимальный "вредный" стаж в этой группе был 0,5 года.

## Патофизиология
- Частицы диоксида кремния проникают в альвеолы и остаются в них.
- Макрофаги (белые клетки крови) пытаются поглотить и вывести опасные частицы из лёгких. Опасные частицы поступают в лимфатическую и интерстициальную ткань. Деятельность макрофагов высвобождает цитокины, высвобождается медиатор воспаления интерлейкин-1 и факторы роста, способствующие отягощенному фиброзу.[17]
- Диоксид кремния приводит к тому, что клетки-макрофаги разрываются и выпускают вещество в лёгочную ткань, таким образом, появляются рубцы (фиброз), начинается фиброз легких.
- Рубцы начинают расти вокруг частиц диоксида кремния, что приводит к формированию узелков.

При прекращении работы в запылённых условиях силикоз может прогрессировать. Например, проводилось изучение 707 больных силикозом, трудоустроенных на не пыльную работу после выявления заболевания. Меньший возраст на момент заболевания и последующее трудоустройство на тяжёлую работу способствовали тому, что у заболевших повышался риск дальнейшего развития силикоза. Например, среди заболевших в 1 стадии, в возрасте более 29 лет, и работавших на "лёгкой" работе, ухудшение было у 17%, а у тех, кто заболел в возрасте до 29 лет, и выполнял тяжёлую не-пыльную работу - у 74%. Также риск развития повышают периодические охлаждения организма, слабая хроническая интоксикация сернистым газом, и ряд других факторов.

## Техника безопасности
- Использование всевозможных технических средств, например, вытяжной вентиляции, автоматизации технологического процесса и дистанционного управления, воздушные души[10] и др. Нужно ограничивать использование сжатого воздуха для очистки поверхности.
- Использование заменяющих песок материалов при абразивоструйной очистке[18], например, купершлак.
- Использование респираторов, эффективных для защиты от диоксида кремния. Измерения показали, что широко используемые респираторы-полумаски на практике малоэффективны, и не обеспечивают надёжную защиту. Использование респираторов — последнее средство, которое может только дополнять использование эффективной вентиляции и других средств коллективной защиты[19][20], а не заменять её.
- Нельзя пить, есть или курить, если поблизости находится пыль, содержащая диоксид кремния.
- Всегда нужно мыть руки и лицо перед употреблением пищи, питьём или курением на отдалённом расстоянии от абразивоструйных работ.

## Профилактика

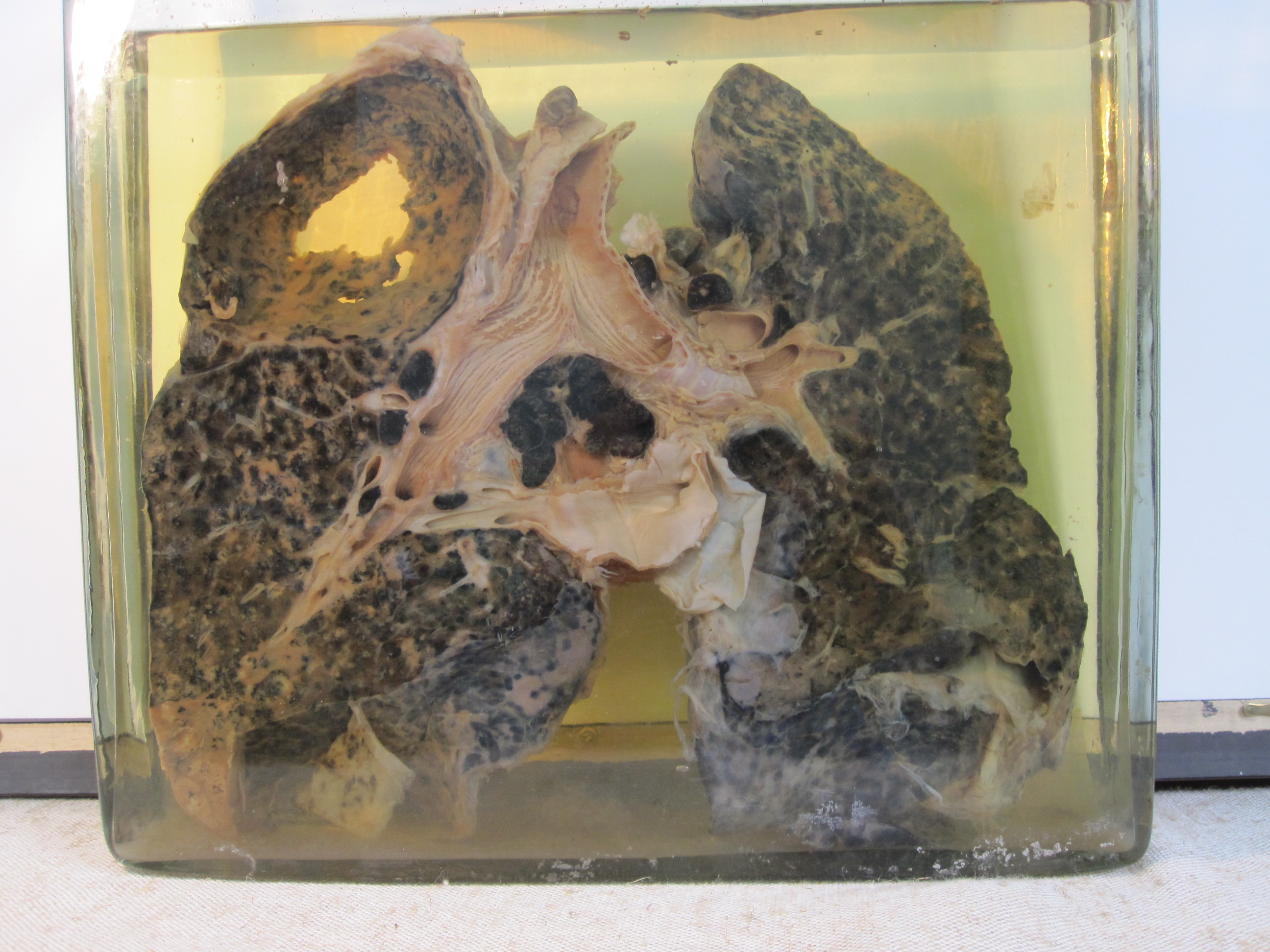
Лёгкое шахтёра, болевшего силикозом и туберкулёзом.

- Посещение пульмонолога 2 раза в год.
- Рентгенография лёгких — 1 раз в год.
- Антиоксиданты, дыхательная гимнастика.
- Санаторно-курортное лечение.

Эти рекомендации не согласуются со мнением американских специалистов: единственный способ предотвратить это заболевание — предотвращение вдыхания запылённого воздуха при концентрации, превышающей предельно допустимую концентрацию вредного химического вещества. Полноценное проведение медобследований шахтёров-угольщиков стало основанием для ужесточения ПДКрз для пыли в угольных шахтах.
С целью эффективного предотвращения силикоза и других пневмокониозов, законодательство США обязывает всех работодателей, ведущих подземную добычу угля, с февраля 2016 г. использовать новые персональные пылемеры, измеряющие концентрацию пыли в реальном масштабе времени, что позволяет своевременно обнаружить превышение ПДК, и принять корректирующие меры. Уровень пыли также можно контролировать с помощью личной фильтрации сухого воздуха.
Изучение профессиональной заболеваемости работников разных отраслей в СССР и РФ показало, что при том, как сейчас выбираются и используются СИЗОД (в РФ), добиться эффективной профилактики профессиональных заболеваний с помощью этого "последнего средства защиты", удаётся исключительно редко.
За период трудового стажа в органы дыхания шахтёра или другого работника могут поступать (суммарно) килограммы пыли; но при вскрытиях масса пыли (вызвавшей силикоз и другие пневмокониозы) в десятки раз меньше. Это объясняется тем, что большая часть пыли удаляется из организма за счёт его собственного механизма "самоочистки". Поэтому, когда не удаётся снизить концентрацию пыли на рабочем месте до безопасного уровня (ПДКр.з.), очень важно сохранять и поддерживать эту способность (профилактика простуд, фотарии, ингаляции и др.).

### Использование средств индивидуальной защиты (СИЗ) для профилактики пневмокониозов
По мнению начальника Департамента условий и охраны труда Ю.Г. Сорокина (Минтруд РФ), одновременно возглавлявшего лоббистское объединение поставщиков СИЗ "... наиболее часто у работников диагностируются ... пневмокониозы ... . Правильный подбор и применение современных СИЗ для защиты органов дыхания позволяет предотвратить возникновение данных заболеваний". Заявление о высокой профилактической эффективности СИЗ органов дыхания (и других) было обосновано ссылкой на "экспертные оценки". 
Влияние СИЗ на профессиональную заболеваемость рассматривалось во многих из ежегодных докладов Роспотребнадзора "о санитарно-эпидемиологическом благополучии ...". По данным этих документов за 2003-2023 гг. из 147 тыс. случаев профзаболеваний и отравлений 461 был вызван: отсутствием СИЗ (6,8%), не применением СИЗ (45%), недостатками СИЗ (48%), или неисправностью СИЗ (0,2%). Этот 461 случай составляет всего лишь 0,31% от всех 147 тыс. профзаболеваний и отравлений.
Тем не менее, вопреки мнению специалистов и опыту развитых стран, но благодаря государственной поддержке, СИЗ стали основным (нередко единственным) средством профилактики профзаболеваний в РФ: затраты на СИЗ достигли 49,8 % от затрат на охрану труда, за 2001-2023 гг. их закупки возрасти в 15 раз. Но это не привело ни к устранению профзаболеваемости, ни к заметному снижению смертности населения РФ трудоспособного возраста, что подтверждает их низкую эффективность как профилактического средства.

## Лечение
В начальных стадиях показано санаторно-курортное лечение (южный берег Крыма, Кисловодск), физиотерапия, ингаляции. По данным американских, советских и российских специалистов — заболевание неисцелимо и необратимо:
Эффективных методов лечения лёгочных фиброзов, в том числе и силикоза, в настоящее время нет.
Но состояние больного может быть улучшено, так что он в каких-то случаях сможет работать, проживёт дольше, и его жизнь будет более полноценной.
При лечении больных силикозом основное внимание следует уделять мерам, направленным на уменьшение отложения пыли в лёгких, её выведению оттуда и замедлению развития фиброзного процесса в лёгких. Одновременно проводят мероприятия, увеличивающие (общую) сопротивляемость организма,  увеличивающие лёгочную вентиляцию и кровообращение. Для этого используют :
- Щелочные и соляно-щелочные ингаляции. Это активирует работу покровных тканей слизистой оболочки дыхательных путей, разжижает находящуюся на них слизь, и таким образом способствует выведению (только частичному) пыли. Используют 2% раствор натрия гидрокарбоната — один сеанс в сутки длительностью 5-7 минут при оптимальной температуре аэрозоля 38-40 °С; на курс — 15-20 сеансов. В качестве аэрозоля могут использоваться щелочные и кальциевые минеральные воды.
- Если силикоз не осложнён туберкулёзом, для замедления фиброзного процесса в лёгких используют физиотерапевтические методы: облучение грудной клетки ультрафиолетовыми лучами и электрическим полем высокой частоты (УВЧ). Считается, что ультрафиолетовые лучи повышают сопротивляемость организма, а УВЧ усиливает лимфо- и кровоток в малом круге кровообращения. Это влияет на выведение пыли и замедление развития пневмокониоза. Ультрафиолетовое облучение лучше проводить 1-2 раза зимой (ноябрь-февраль) через день или ежедневно; на курс 18-20 сеансов. при использовании УВЧ электроды располагают фронтально: один спереди — над верхним отделом грудной клетки, на расстоянии 4 см от неё, а другой — соответственно сзади. По бокам электроды располагают над подмышечными областями грудной клетки с обеих сторон. Облучение УВЧ проводят через день, длительность процедуры 10 минут; на курс 10 сеансов.
- Для купирования сопутствующего силикозу хронического бронхита могут применяться пероральные и ингаляционные кортикостероиды и бронхолитики[34]. В основном это исключительно симптоматическое лечение, потому что данные препараты не способны обратить перманентный ущерб легким.

При осложнении силикоза туберкулёзом, хроническим бронхитом, бронхиальной астмой, лёгочным сердцем, хроническими воспалительными процессами в лёгких проводят лечение соответствующих заболеваний (без учёта силикоза).
Больных силикотуберкулёзом активно лечат от туберкулёза с учётом переносимости противотуберкулёзных лекарств. Силикоз затрудняет лечение туберкулёза, потому что свободные атомы силикона сильно затрудняют функцию макрофагов и соединительная ткань, образующая при фиброзах затрудняет проницаемость лекарственных препаратов.

### Предложение использовать поливинилпиридин
Пневмокониозы - неизлечимы, и могут прогрессировать после прекращения работы в пыльных условиях. Однако контакт вредной пыли с организмом происходит по поверхности пыли, и изменение свойств этой поверхности может повлиять на взаимодействие частиц пыли с окружающей средой.
В 1960-х немецкая химико-фармацевтическая компания Bayer AG синтезировала новый препарат, а позднее в СССР был синтезирован его аналог - поливинил-N-пиридин. Это малотоксичное вещество, помимо прочего, могло контактировать с поверхностью пылевых частиц, так, что их вредное действие на организм значительно уменьшалось; а способность организма самостоятельно удалять их - сильно повышалась. Препарат вызвал интерес у медицинских специалистов, занимавшихся проблемами профилактики и лечения силикоза.
Эксперименты на животных показали его положительное влияние. Предположительно, препарат взаимодействовал с активными центрами на поверхности частиц кварца (на вредное действие других видов пыли, например асбеста, он не влиял). Эксперименты на культурах клеток и крысах показали его способность сильно уменьшать вредное действие кварцевой пыли (пример), и малую токсичность; было получено разрешение провести его испытания на людях.
Лечение больных силикозом велось в Донецком и Свердловском институтах гигиены труда. В Свердловске обнаружили, что у небольшой части больных поливинил-N-пиридин вызывает резкую реакцию организма, так, что даже при значительном уменьшении дозировки лечение невозможно. У тех больных, которые прошли курс лечения, силикоз не был вылечен, и флюорография не показала его ослабления. При внутривенном введении препарата у больных уменьшался или пропадал кашель, одышка, слабость, значительно улучшалось самочувствие и показатели дыхания, измеренные пневмотахометрией, и положительный эффект сохранялся очень долго. За период наблюдения после лечения, ни у одного из них не происходило дальнейшее развитие силикоза (что бывает очень часто). Публикации донецких профпатологов, в целом, более оптимистичны, но позднее и в части из них писали об обнаружении случаев непереносимости препарата у некоторых больных - при использовании его в больших дозах.
В принципе, можно было бы проверить другие препараты, разработанные позднее аналоги поливинилпиридина, показавшие аналогичное и не худшее действие на пыль кварца в экспериментах на животных и культурах клеток, и/или, учитывать индивидуальные особенности реакции организма работников при профессиональном отборе для работы в запылённой атмосфере.
</ref>
Однако по непонятным причинам полноценные испытания даже только поливинилпиридина не было проведено, и для лечения больных он не был рекомендован. Эта странная ситуация возмущала академика Величковского, который считал, что следует провести более углублённое изучение таких препаратов; и учесть то, что их уже используют для лечения (торможения развития заболевания) в некоторых странах, например - в Китае. Он отметил, что аналогичный лекарственный препарат (полиоксидоний) настолько малотоксичен, что его применение (для других целей) - разрешено.

## Прогноз
Нелеченный силикоз может вызвать серьёзные нарушения не только в лёгких, но и в сердце. Болезнь отличается наклонностью к прогрессированию даже после прекращения работы в условиях воздействия пыли, содержащей диоксид кремния. Опасность прогрессирования возрастает в том случае, когда после выявления силикоза работник продолжает работу в запылённой атмосфере; а также в том случае, когда работник продолжает работать в не загрязнённой атмосфере - выполняя тяжёлую физическую работу. В меньшей степени продолжению развития силикоза может способствовать заболевание пневмонией и плохое питание, воздействие раздражающих газов. Нередко силикоз осложняется туберкулёзом лёгких, что приводит к смешанной форме заболевания — силикотуберкулёзу. Силикозу часто сопутствует хронический бронхит, что объясняет эффективность бронхолитических препаратов в купировании силикоза.